# Sečoveljske soline
Das europäische Vogelschutzgebiet Sečoveljske soline (deutsch: Salinen von Sečovlje) liegt auf dem Gebiet der Gemeinde Piran an der slowenischen Adriaküste im Bereich der Dragonja-Mündung an der Grenze zu Kroatien. Das Areal wurde seit dem 13. Jahrhundert zur Gewinnung von Meersalz genutzt und wird daher von den Ruinen der Salinengebäude und den Verdunstungsbecken geprägt. Im Lera genannten Nordteil wird bis heute in kleinerem Umfang Salz gewonnen. Das Vogelschutzgebiet hat eine besondere avifaunistische Bedeutung insbesondere für Limikolen. Hier brüten bis zu 80 % des landesweiten Bestands des Stelzenläufers und beinahe der gesamte slowenische Bestand des Seeregenpfeifers. Auch für Seeschwalben und Möwen hat das Gebiet eine große Bedeutung als Brutplatz.

## Schutzzweck
Folgende Vogelarten sind für das Gebiet gemeldet; Arten, die im Anhang I der Vogelschutzrichtlinie geführt sind, sind mit * gekennzeichnet:
| Bild                     | Anhang I | EU Code | Art                      | wissenschaftlicher Name               |
| ------------------------ | -------- | ------- | ------------------------ | ------------------------------------- |
| Brachpieper              | *        | A255    | Brachpieper              | Anthus campestris                     |
| Seeregenpfeifer          | *        | A138    | Seeregenpfeifer          | Charadrius alexandrinus               |
| Silberreiher             | *        | A027    | Silberreiher             | Egretta alba                          |
| Seidenreiher             | *        | A026    | Seidenreiher             | Egretta garzetta                      |
| Prachttaucher            | *        | A002    | Prachttaucher            | Gavia arctica                         |
| Grauer Kranich           | *        | A127    | Grauer Kranich           | Grus grus                             |
| Stelzenläufer            | *        | A131    | Stelzenläufer            | Himantopus himantopus                 |
| Steppenmöwe              |          | A459    | Steppenmöwe              | Larus cachinnans                      |
| Schwarzkopfmöwe          | *        | A176    | Schwarzkopfmöwe          | Larus melanocephalus                  |
| Mittelmeer-Krähenscharbe | *        | A392    | Mittelmeer-Krähenscharbe | Phalacrocorax aristotelis desmarestii |
| Rosaflamingo             | *        | A663    | Rosaflamingo             | Phoenicopterus roseus                 |
| Goldregenpfeifer         | *        | A140    | Goldregenpfeifer         | Pluvialis apricaria                   |
| Säbelschnäbler           | *        | A132    | Säbelschnäbler           | Recurvirostra avosetta                |
| Zwergseeschwalbe         | *        | A195    | Zwergseeschwalbe         | Sterna albifrons                      |
| Flussseeschwalbe         | *        | A193    | Flussseeschwalbe         | Sterna hirundo                        |
| Brandseeschwalbe         | *        | A191    | Brandseeschwalbe         | Sterna sandvicensis                   |